# Каревич Михайло Іванович
Миха́йло Іва́нович Каре́вич (рос. Михаил Иванович Каревич; нар. 27 березня (8 квітня) 1895, Кам'янець-Подільський, нині Хмельницької області — пом. 23 жовтня 1957, Москва) — російський скрипаль родом з України. Заслужений артист РРФСР (1930-і). Заслужений діяч мистецтв РРФСР (1954). Борис Ізралевський, який у 1909—1953 роках завідував музичною частиною Московського художнього академічного театру, 1965 року у виданих записках диригента так охарактеризував Каревича та його працю: «Один із найстаріших і найвизначніших діячів оркестру МХАТу, талановитий скрипаль. Працював у Художньому театрі 45 років, з яких 25 років поєднував цю роботу з роботою у Великому симфонічному оркестрі Всесоюзного радіо, де був головним концертмейстером» .

## Біографія

### У Кам'янці-Подільському
Михайло Іванович Каревич народився 27 березня (8 квітня) 1895 року в Кам'янці-Подільському. Його батько Іван Каетанович Каревич був власником пекарні на П'ятницькій вулиці в Старому місті .
Грати на скрипці Михайло навчився у Тадея Ганицького в його приватній музичній школі, яка була відкрита у вересні 1903 року в губернському місті. Школа розміщувалася неподалік від пекарні — на останньому поверсі триповерхового будинку на Миколаївській площі (сучасна адреса — Вірменський ринок, 8).

Миколаївська площа в Кам'янці-Подільському. Справа — довгий триповерховий будинок, на якому вивіска між другим і третім поверхами сповіщає: «Музыкальная школа». Початок XX століття

Зі спогадів скрипаля Аркадія Гурфінкеля, також уродженця Кам'янця-Подільського, Ганицький одного разу проходив біля пекарні, з підвалу якої чулися звуки скрипки. Коли Тадей Денисович зійшов сходинками вниз, то побачив там босого хлопчика, який старанно виводив мелодію на скрипці. Це був Михайло Каревич. Ганицький влаштував хлопця до своєї школи, вчив його безкоштовно, дав йому інструмент, одяг, їжу .

### Робота у великих колективах
У 1912—1916 роках Каревич навчався у Московській консерваторії в класі скрипки Івана Гржималі. Навчання поєднував із роботою. Від 1912 року він був скрипалем Московського художнього академічного театру (МХАТ).
Одночасно із роботою в МХАТі Каревич у 1930—1955 роках, тобто з часу заснування, був концертмейстером Великого симфонічного оркестру Всесоюзного радіо (згодом Центрального телебачення і Всесоюзного радіо, нині — Великий симфонічний оркестр імені Чайковського) . У 1937—1953 роках художнім керівником і головним диригентом цього оркестру працював Микола Семенович Голованов. Хоровий диригент Клавдій Птиця в статті про Голованова писав :
| У Великому симфонічному оркестрі грали чудові інструменталісти. Концертмейстер перших скрипок заслужений артист РРФСР М. Каревич володів несильним, але чарівним звуком. Каревич був прекрасною людиною, і Микола Семенович його дуже любив. Хвилюючись, веселий і експансивний скрипаль починав заїкатися. «Це тому, — жартували падкі на вигадки оркестранти, — що колись його налякав на репетиції Голованов». Оригінальний текст (рос.) В БСО играли замечательные инструменталисты. Концертмейстер первых скрипок, заслуженный артист РСФСР М. Каревич обладал несильным, но чарующим звуком. Каревич был прекрасным человеком, и Николай Семенович его очень любил. Волнуясь, веселый и экспансивный скрипач начинал заикаться. «Это оттого, — шутили досужие оркестранты, — что когда-то его напугал на репетиции Голованов». |
В останній рік життя, 11 березня 1953 року, Голованов написав Каревечу, у зв'язку з творчим ювілеєм скрипаля, вітального листа, в якому висловив, зокрема, своє бачення значення та сенсу життя артиста: «Життя кожного справжнього артиста — це постійний подвиг із щоденними іспитами перед аудиторією і товаришами. Артист повинен служити моральним прикладом і мати всі принципові якості серйозної людини. І майже не мати особистого життя… Не можна служити двом богам — треба віддавати себе мистецтву повністю, цілком і жертовно працювати все життя». Лист було зачитано перед усіма артистами оркестру під час ушанування ювіляра . Фрагменти листа опубліковано 1967 року в журналі «Советская музыка» — через 10 років після смерті Каревича.

Платівка з «Російським танцем» у виконанні Каревича, 1938 рік

1938 року було видано грамплатівку із записом «Російського танцю» (рос. «Русская пляска») Петра Чайковського у виконанні оркестру Всесоюзного радіокомітету (соліст Михайло Каревич, диригент Олександр Орлов) .
Твори у виконанні Каревича звучали і на радіо. Так, «Станція ВЦРПС» передавала його виступи 13 листопада 1938 року , 13 лютого  та 30 березня 1940 року .

### Участь у квартетах і тріо
Крім гри в оркестрах, Каревич як скрипаль брав участь у кількох квартетах і тріо. Так, 1917 року в Москві утворився струнний квартет, до якого увійшли Лев Цейтлін (перша скрипка), Михайло Каревич (друга скрипка), композитор Лев Пульвер (альт) і Василь Підгорний (віолончель). 1918 року за цим квартетом, що діяв при Музичному відділі Народного комісаріату освіти РРФСР, офіційно затвердили ім'я Леніна. Невдовзі Каревича в цьому квартеті замінив Костянтин Мострас .
1919 року організувався смичковий квартет при театрально-музичній секції Московської ради депутатів. Крім Каревича, до колективу увійшли Євген Гузиков, Василь Небольсін і Віктор Кубацький . «Вестник театра» писав, що квартет даватиме концерти систематично та висвітлюватиме різні епохи та напрямки музичної творчості .
1926 року Каревич організував тріо спільно з піаністом Левом Мироновим  і віолончелістом Сергієм Бичковим  (існувало до 1938 року). Віолончеліст у цьому тріо (відомому ще як тріо Театру імені Станіславського та просто тріо імені Станіславського) змінювався. Так, 1929 року ним був Володимир Матковський . У цьому ж складі (Миронов, Каревич, Матковський) Музичне тріо імені К. С. Станіславського зафіксовано в довіднику «Вся Москва» за 1936 рік .

### Під час війни
Після нападу Німеччини на СРСР Великий симфонічний оркестр Всесоюзного радіокомітету під керівництвом Миколи Голованова і далі проводив репетиції, виступав на радіо. Щоправда, як згадував тромбоніст Стейскал, «працювали ми тоді в дуже важких умовах. Майже всі артисти нашого оркестру були до того ж зараховані пожежниками: чергували, сидячи ночами на даху радіокомітету, та ще охороняли будинки, де мешкали, від запальних бомб» . Коли в серпні 1941 року німці посилили наступ, щоб спробувати захопити столицю СРСР, невдовзі з Москви в глибокий тил було евакуйовано важливі підприємства та установи, зокрема в Свердловськ (нині Єкатеринбург) перебазувався Всесоюзний радіокомітет, а з ним і Великий симфонічний оркестр. Частина ж його артистів, серед них Голованов і Каревич, залишилася в Москві.
У жовтні 1941 року Голованов разом зі співаками Антоніною Неждановою та Сергієм Мігаєм звернулися до Московської ради з клопотанням про створення нового великого симфонічного оркестру радіокомітету з артистів, що залишилися в столиці та належали до різних оркестрів і колективів. Коли дозвіл було отримано, на заклик Миколи Семеновича у Великий зал Московської консерваторії з'явилися багато музикантів. Серед них був і Каревич. За висловом Голованова, вдалося зібрати «склад на славу — повний оркестр у дев'яносто чоловік» .
29 березня 1942 року Давид Ойстрах у газеті «Известия» писав, що «об'єднаний симфонічний оркестр Большого театру Союзу РСР і Всесоюзного радіокомітету за короткий термін спільної роботи домігся відмінних результатів щодо ансамблю, злитності звучання, ладу», а серед артистів оркестру відзначив, зокрема, концертмейстера Каревича .
6 квітня 1944 року у Великому залі Московської консерваторії відбувся завершальний концерт із циклу симфонічних вечорів, організованих у Москві в ознаменування 100-річчя від дня народження Миколи Римського-Корсакова. Наступного дня газета «Известия» писала: «Вечір розпочався виконанням чудового твору великого російського композитора, який увійшов до скарбниці світової музичної культури, — симфонічної сюїти „Шехеразада“. З великим підйомом і настроєм її зіграв симфонічний оркестр Всесоюзного радіокомітету під керуванням народного артиста республіки професора М. Голованова. Солістом виступив скрипаль заслужений артист республіки М. Каревич» .
У складі концертних бригад МХАТу Каревичу доводилося виїжджати до воїнів Червоної армії. Ось спогад народної артистки СРСР Алли Тарасової про один із таких виступів прямо на лісовій поляні: «Довго аплодували нашому скрипалеві Каревичу, який виконував „Сентиментальний вальс“ Чайковського під акомпанемент на гітарі концертмейстера нашого театру Олексія Олексійовича Кузнецова» . В іншому концерті, що відбувся 23 лютого 1942 року — в День Червоної армії, Тарасова згадувала, що «бачила зосереджені, уважні обличчя, коли співала скрипка нашого чудового скрипаля Каревича» .

### Нагороди та звання
10 серпня 1931 року було встановлено звання «Заслужений артист РСФСР». Каревичу надали це звання ще до війни (так, у програмі передач радіо на 13 листопада 1938 року зазначено: «18.30 — Виступ заслуженого артиста Каревича (скрипка)»).
19 жовтня 1938 року, напередодні 40-річчя МХАТу, Каревича відзначено орденом «Знак Пошани» .
26 жовтня 1948 року Указом Президії Верховної Ради СРСР «за видатні заслуги в розвитку радянського театрального мистецтва та в зв'язку з 50-річчям від дня заснування Московського орденів Леніна та Трудового Червоного Прапора художнього академічного театру СРСР імені Максима Горького» орденами та медалями було відзначено велику групу акторів і працівників цього театру . Серед них Михайла Каревича відзначили орденом Трудового Червоного Прапора . Вручення нагород відбулося 4 листопада в Кремлі .
1954 року Михайлові Каревичу надано звання «Заслужений діяч мистецтв РРФСР» .

### Смерть і посмертні згадки
Помер Михайло Іванович Каревич 23 жовтня 1957 року в Москві на 63-му році життя.
1974 року Всесоюзна студія грамзапису «Мелодія» видала платівку, на якій записано симфонічну сюїту «Шехеразада» Миколи Римського-Корсакова у виконанні симфонічного оркестру Всесоюзного радіо (соліст Михайло Каревич, диригент Натан Рахлін).
1976 року хоровий диригент Клавдій Птиця у журналі «Советская музыка» згадав уміння Каревича дотепно пожартувати :
| На дворі холод, сніг, а в мене хворі ноги. Ходжу в Колонний зал на репетиції у валянках із калошами. Свєшников морщиться і докоряє: «Що ти в Дворянське зібрання ходиш, як биндюжник?» А живий, веселий концертмейстер перших скрипок, мій приятель, Михайло Каревич, з удаваним подивом розводить руками, звертаючись до групи своїх музикантів: «Ну, знаєте, про кота в чоботях чув, а птицю у валянках ще не бачив». Оригінальний текст (рос.) На дворе холод, снег, а у меня больные ноги. Хожу в Колонный зал на репетиции в валенках с галошами. Свешников морщится и укоряет: «Что ты в Дворянское собрание ходишь, как биндюжник?» А живой, веселый концертмейстер первых скрипок, мой приятель, М. Каревич, с притворным изумлением разводит руками, обращаясь к группе своих музыкантов: «Ну, знаете, про кота в сапогах слыхал, а птицу в валенках еще не видел». |
Короткі біографічні довідки про Каревича вміщено у другому томі шеститомної радянської «Музичної енциклопедії» (Москва, 1974) та в «Словнику музикантів України» Івана Лисенка (Київ, 2005).